# Élections législatives de 1919 en Loir-et-Cher
Les élections législatives de 1919 ont eu lieu le 16 novembre 1919.

## Élus
|   | Député élu      |  | Groupe parlementaire                 |
| - | --------------- |  | ------------------------------------ |
| 1 | Pierre Pichery  |  | Gauche républicaine démocratique     |
| 2 | Pierre Berger   |  | Non-inscrit                          |
| 3 | Victor Legros   |  | Gauche républicaine démocratique     |
| 4 | Robert Barillet |  | Entente républicaine et démocratique |

## Résultats départementaux

### Par listes
| Listes         | Listes                               | Premier tour | Premier tour | Sièges |
| Listes         | Listes                               | Voix         | %            | Sièges |
| -------------- | ------------------------------------ | ------------ | ------------ | ------ |
|                | Liste républicaine radicale          | 18 601       | 32,98        | 3      |
|                | Liste d'Union nationale républicaine | 15 177       | 26,91        | 1      |
|                | Liste d'Union radicale et socialiste | 12 051       | 21,36        | 0      |
|                | Liste socialiste                     | 8 143        | 14,44        | 0      |
|                |                                      |              |              |        |
| Inscrits       | Inscrits                             | 80 417       | 100,00       | 4      |
| Votants        | Votants                              | 58 490       | 72,73        |        |
| Abstention     | Abstention                           | 21 927       | 27,27        |        |
| Blancs et nuls | Blancs et nuls                       | 2 083        | 3,56         |        |
| Exprimés       | Exprimés                             | 56 407       | 96,44        |        |

### Par candidats
| Candidat       | Candidat             | Tendance              | Premier tour | Premier tour |
| Candidat       | Candidat             | Tendance              | Voix         | %            |
| -------------- | -------------------- | --------------------- | ------------ | ------------ |
|                | Pierre Pichery       | Radical indépendant   | 19 089       | 33,84        |
|                | Pierre Berger        | ARD                   | 19 085       | 33,83        |
|                | Victor Legros        | ARD                   | 18 534       | 32,86        |
|                | Legisse              | Radical indépendant   | 17 698       | 31,38        |
|                |                      |                       |              |              |
|                | Robert Barillet      | FR                    | 17 001       | 30,14        |
|                | Bimbenet             | FR                    | 14 545       | 25,79        |
|                | Gaullier             | Républicain de gauche | 14 718       | 26,09        |
|                | Herault              | FR                    | 14 434       | 25,59        |
|                |                      |                       |              |              |
|                | Ragot                | PRRRS                 | 12 404       | 21,99        |
|                | Fourcrière           | PRRRS                 | 11 470       | 20,33        |
|                | Johannet             | PRRRS                 | 12 152       | 21,54        |
|                | Boudin               | PRRRS                 | 12 181       | 21,59        |
|                |                      |                       |              |              |
|                | Louis Besnard-Ferron | SFIO                  | 8 272        | 14,66        |
|                | Chevet               | SFIO                  | 8 074        | 14,31        |
|                | Giraudet             | SFIO                  | 7 985        | 14,16        |
|                | Tessier              | SFIO                  | 8 243        | 14,61        |
|                |                      |                       |              |              |
| Inscrits       | Inscrits             | Inscrits              | 80 417       | 100,00       |
| Votants        | Votants              | Votants               | 58 490       | 72,73        |
| Abstention     | Abstention           | Abstention            | 21 927       | 27,27        |
| Blancs et nuls | Blancs et nuls       | Blancs et nuls        | 2 083        | 3,56         |
| Exprimés       | Exprimés             | Exprimés              | 56 407       | 96,44        |